# Hongkong-Hartriegel
Der Hongkong-Hartriegel (Cornus hongkongensis) ist ein kleiner, immergrüner Baum oder Strauch aus der Gattung der Hartriegel (Cornus). Der botanische Name verweist auf Hongkong als Verbreitungsgebiet, tatsächlich erstreckt es sich über den Süden Chinas sowie das angrenzende Laos und Vietnam. Er wurde 1888 von Hemsley beschrieben.

## Beschreibung
In vielen Merkmalen wie Größe, Habitus oder Behaarung ist der Hongkong-Hartriegel recht variabel. Die Art wurde deshalb von verschiedenen Autoren unterschiedlich benannt oder in Unterarten eingeteilt. Alle sind jedoch immergrüne Sträucher oder Bäume mit glatter, grauer Rinde. Die Blätter sind gegenständig, oval, unterseits hellgrün, oberseits glänzend. Die Blattadern, meist nur drei oder vier Paar, sind zur Blattspitze hin gebogen wie bei vielen Hartriegeln. Besonders im Austrieb fällt manchmal eine rotbraune Behaarung der Zweige und Blattunterseiten auf.
Der Blütenstand besteht aus vierzig bis siebzig winzigen Einzelblüten, die in einer kugeligen Dolde zusammengefasst sind. Auffällig sind die vier Hochblätter, die den Blütenstand umgeben: sie werden schon im Herbst angelegt und sind an den Blütenstandsknospen sichtbar, entfalten sich dann von hellgrün zu weiß oder gelblich.
Alle Früchte eines Blütenstands entwickeln sich zu einem Fruchtverband mit vielen Kernen und ledriger Schale. Er ist rund und rot oder gelblich gefärbt, etwa zwei bis drei Zentimeter im Durchmesser. In Größe und Farbe erinnert die Frucht etwas an Erdbeeren und ist essbar.

## Verbreitung
Im Süden Chinas ist der Hongkong-Hartriegel von der Küste bis nach Yunnan verbreitet, südlich noch in Laos und Vietnam. Er wächst dort im Unterwuchs und in Lichtungen immergrüner Laubwälder.

## Verwendung
Im Verbreitungsgebiet werden gelegentlich die Früchte als Nahrungsmittel sowie das Holz genutzt.
Wie verwandte Blüten-Hartriegel eignet sich auch der Hongkong-Hartriegel wegen seiner auffälligen Hochblätter als Ziergehölz. In Europa ist er allerdings sehr selten erhältlich.